# Rezolucja Rady Bezpieczeństwa ONZ nr 2647
Rezolucja Rady Bezpieczeństwa ONZ nr 2647 została przyjęta 28 lipca 2022 roku.
Rada przedłużyła mandat Misja Wsparcia Narodów Zjednoczonych w Libii na kolejny rok, do dnia 31 października 2022 r.